# Alje Olthof
Alje Olthof (Groningen, 20 februari 1935 - Amsterdam, 23 januari 1995) leerde het vak van grafisch vormgever in de praktijk. Na enkele baantjes belandde hij in de jaren zestig bij Em. Querido's Uitgeverij aan het Singel in Amsterdam. Daar ontwikkelde hij zich tot boekverzorger. Olthof ging ook ontwerpen voor andere uitgeverijen, waaronder De Arbeiderspers.
In de jaren tachtig was hij enige tijd hoofd van de afdeling vormgeving bij Wolters-Noordhoff in Groningen.
Het laatste door Olthof typografisch verzorgde boek was een uitgave van Architectura & Natura Pers in Amsterdam: Jan van Male fotograaf (1995), met tekst van Nicolaas Matsier.

## Citaat
Ik [kan] op goede gronden zeggen dat hij een van de beste boekverzorgers van de wereld was voor het soort klassieke kunstboeken dat we samen maakten (Gary Schwartz, uitgever, in 1995).